# Frame Relay
Frame Relay (с англ. — «ретрансляция кадров», FR) — протокол канального уровня сетевой модели OSI. Максимальная скорость, допускаемая протоколом FR — 34,368 мегабита/сек (каналы E3). Коммутация: точка-точка.
Frame Relay был создан в начале 1990-х в качестве замены протоколу X.25 для быстрых надёжных каналов связи, технология FR архитектурно основывалась на X.25 и во многом сходна с этим протоколом, однако в отличие от X.25, рассчитанного на линии с достаточно высокой частотой ошибок, FR изначально ориентировался на физические линии с низкой частотой ошибок, и поэтому большая часть механизмов коррекции ошибок X.25 в состав стандарта FR не вошла. В разработке спецификации принимали участие многие организации; многочисленные поставщики поддерживают каждую из существующих реализаций, производя соответствующее аппаратное и программное обеспечение.
Frame relay обеспечивает множество независимых виртуальных соединений (Virtual Circuits, VC) в одной линии связи, идентифицируемых в FR-сети по идентификаторам подключения к соединению (DLCI). Вместо средств управления потоком включает функции извещения о перегрузках в сети. Возможно назначение минимальной гарантированной скорости (CIR) для каждого виртуального канала.
В основном применяется при построении территориально распределённых корпоративных сетей, а также в составе решений, связанных с обеспечением гарантированной пропускной способности канала передачи данных (VoIP, видеоконференции и т. п.).

A basic Frame Relay network

## Формат кадра
| Флаг (1 Byte) | Адрес (2-4 Byte) | Данные (переменный размер) | FCS (2 Byte) | Флаг (1 Byte) |
- Каждый кадр начинается и замыкается «флагом» — последовательностью «01111110». Для предотвращения случайной имитации последовательности «флаг» внутри кадра при его передаче проверяется всё его содержание между двумя флагами и после каждой последовательности, состоящей из пяти идущих подряд бит «1», вставляется бит «0». Эта процедура (bit stuffing) обязательна при формировании любого кадра FR, при приёме эти биты «0» отбрасываются.
- FCS (Frame Check Sequence) — проверочная последовательность кадра служит для обнаружения ошибок и формируется аналогично циклическому коду HDLC.
- Поле данных имеет минимальную длину в 1 октет, максимальную по стандарту Frame Relay Forum — 1600 октетов, однако в реализациях некоторых производителей FR-оборудования допускается превышение максимального размера (до 4096 октетов).
- Поле Адрес кадра Frame Relay, кроме собственно адресной информации, содержит также и дополнительные поля управления потоком данных и уведомлений о перегрузке канала и имеет следующую структуру:

| DLCI (6 Bit) | C/R (1 Bit) | EA (1 Bit) | DLCI (4 Bit) | FECN (1 Bit) | BECN (1 Bit) | DE (1 Bit) | EA (1 Bit) |
Наименования и значения полей:
| Имя поля | Назначение |
| -------- | --- |
| DLCI     | Data Link Connection Identifier — идентификатор виртуального канала (PVC), мультиплексируемого в физический канал. DLCI имеют только локальное значение и не обеспечивают внутрисетевой адресации. |
| C/R      | Command / Response — признак «команда-ответ», по аналогии с протоколом HDLC. |
| EA       | Address Field Extension Bit — бит расширения адреса. DLCI содержится в 10 битах, входящих в два октета заголовка, однако возможно расширение заголовка на целое число дополнительных октетов с целью указания адреса, состоящего более чем из 10 бит. EA устанавливается в конце каждого октета заголовка; если он имеет значение «1», то это означает, что данный октет в заголовке последний. |
| FECN     | Forward Explicit Congestion Notification — извещение о перегрузке канала в прямом направлении. |
| BECN     | Backward Explicit Congestion Notification — извещение о перегрузке канала в обратном направлении. |
| DE       | Discard Eligibility Indicator — индикатор разрешения сброса кадра при перегрузке канала. Выставляется в «1» для данных, подлежащих передаче в негарантированной полосе (EIR) и указывает на то, что данный кадр может быть уничтожен в первую очередь. |

## Виртуальные каналы
Для передачи данных от отправителя к получателю в сети Frame Relay создаются виртуальные каналы, VC (англ. Virtual Circuit), которые бывают двух видов:
- постоянный виртуальный канал, PVC (Permanent Virtual Circuit), который создаётся между двумя точками и существует в течение длительного времени, даже в отсутствие данных для передачи;
- коммутируемый виртуальный канал, SVC (Switched Virtual Circuit), который создаётся между двумя точками непосредственно перед передачей данных и разрывается после окончания сеанса связи

## CIR и EIR
CIR (англ. Committed Information Rate) — гарантированная полоса пропускания виртуального канала PVC в сетях FR.
В первоначальном наборе стандартов (ANSI T1S1) CIR как отдельный параметр отсутствует, но для отдельного виртуального канала были определены параметры B(c) (bits committed, Committed Burst Size), B(e) (bits excess) и T(c) (Committed Rate Measurement Interval). B(c) при этом определяется как количество бит, гарантированно передаваемых за время T(c) даже при перегрузке сети, B(e) — максимальное количество бит, которые могут быть переданы за время T(c) при недогрузке сети, то есть без гарантии доставки: заголовки пакетов, отправляемые после превышения B(c) метятся битом DE (discard eligible, аналогичен CLP в ATM) и в случае возникновения в сети перегрузки уничтожаются на коммутаторах перегруженного участка.
Таким образом, для виртуального канала могут быть определены две полосы пропускания:
- CIR=B(c)/T(c) — гарантированная полоса пропускания;
- EIR=B(e)/T(c) — максимальная негарантированная полоса пропускания (добавляется возможный дополнительный объём трафика).

Возможна настройка и работа FR-каналов со значением CIR, равным нулю.
В ANSI T1S1 значение T(c) не было определено, так как значения T(c), B(c) и B(e) являются связанными параметрами, зависящими от скоростей физических интерфейсов, агрегированных полос пропускания виртуальных каналов, размеров буферов FR-коммутатора и других параметров, зависящих от реализации и настроек коммутатора.
Однако CIR и EIR оказались удобными показателями для описания параметров каналов при заключении соглашений между операторами FR-сетей и потребителями их услуг, более того, во многих случаях T(c) может динамически пересчитываться в зависимости от характера трафика, поэтому в RFC 3133 (Terminology for Frame Relay Benchmarking) CIR является первичным параметром и T(c) определяется как временной интервал, необходимый для поддержания CIR, то есть T(c)=B(c)/CIR, выступая в качестве аналога TCP Sliding Window.
В сетевых технологиях при множественном доступе к разделяемому каналу с двухуровневой приоритизацией (некоторые беспроводные и спутниковые сети и т. д.) также используют термин CIR для приоритезируемой клиентской полосы пропускания, при этом CIR является одним из целевых параметров конфигурации шейперов (shapers) — подсистем сглаживания трафика с буферизацией (RFC 2963, A Rate Adaptive Shaper for Differentiated Services), в этом случае вместо EIR используется комбинация параметров MIR (Maximum Information Rate) и PIR (Peak Information Rate).